# Jagoda (Rudawy Janowickie)
Jagoda, Jagodna (niem. Hedwigsberg, 743 m n.p.m.) – szczyt w południowo-zachodniej Polsce, w Sudetach Zachodnich, w Rudawach Janowickich.

## Położenie i opis
Jagoda leży w bocznym ramieniu, odchodzącym od masywu Skalnika ku południowemu wschodowi. Między Jagodą a Skalnikiem znajduje się Szubieniczna. Poniżej Jagody ramię to się obniża, znajduje się w nim niewielkie wzniesienie Ostra i kończy się nad Pisarzowicami.

## Budowa geologiczna
Masyw Jagody zbudowany jest ze skał metamorficznych wschodniej osłony granitu karkonoskiego, a od wschodu ze skał osadowych niecki śródsudeckiej. Do pierwszej grupy należą łupki serycytowo-chlorytowo-kwarcowe, łupki kwarcowo-albitowo-chlorytowe, amfibolity i łupki amfibolitowe powstałe w dolnym paleozoiku. Do drugiej dolnokarbońskie zlepieńce, piaskowce i piaskowce szarogłazowe. Na południowym zboczu występują niewielkie skałki oraz bloki i usypiska skalne.

## Roślinność
Wzniesienie w górnej części porośnięte lasami. Niższe partie południowych zboczy pokrywają łąki i pastwiska.

## Ochrona przyrody
Znajduje się na obszarze Rudawskiego Parku Krajobrazowego.